# Đay
Đay hay còn gọi rau đay, đay quả dài, bố (danh pháp khoa học: Corchorus olitorius) là một loài thực vật có hoa trong họ Cẩm quỳ. Loài này được L. mô tả khoa học đầu tiên năm 1753.